# 志岐城
志岐城（しきじょう）は、熊本県天草郡苓北町にあった日本の城。

## 歴史
1205年、肥後菊池氏の一族といわれる志岐光弘が志岐6ヶ浦の地頭に任じられた後に志岐城は築城されたと推定され、戦国時代末期、志岐鎮経（麟泉）の頃に志岐氏は全盛期を迎えたといわれている。1566年に、志岐麟泉が日本布教長であったトルレス神父に来島を要請し、アルメイダ修道士が派遣され、苓北町志岐は天草で最初のキリスト教の伝来の地となった。1589年、志岐麟泉は宇土城整備の協力を拒否したため、小西行長・加藤清正の連合軍に攻められ、志岐城は落城した。

## 遺構
中世城址で、中世の豪族天草五人衆の一人である志岐氏の居城。志岐氏は元々菊池の一族と言われ、今の志岐を本拠に長い間、志岐城主としてこの地を治めていた。城下集落の南に広がる山並みの北西端域が城址である。標高90.7 mの山頂部分を中心に南東側から北西側の尾根筋に「本丸」 - 「二の丸」 - 「出丸」の跡がしっかりとした形で残っており、大変貴重な城址である。縄張りの範囲は、長さ370 m、最大幅200 mで境目には天然の谷と人工的な堀切が重複している。志岐城から直線距離で、約4 km離れた富岡半島に富岡城址があるが、素掘の堀切り跡や中世の石積みが見られるなど、志岐城の出城だったことが考えられる。

## 現在の志岐城の写真

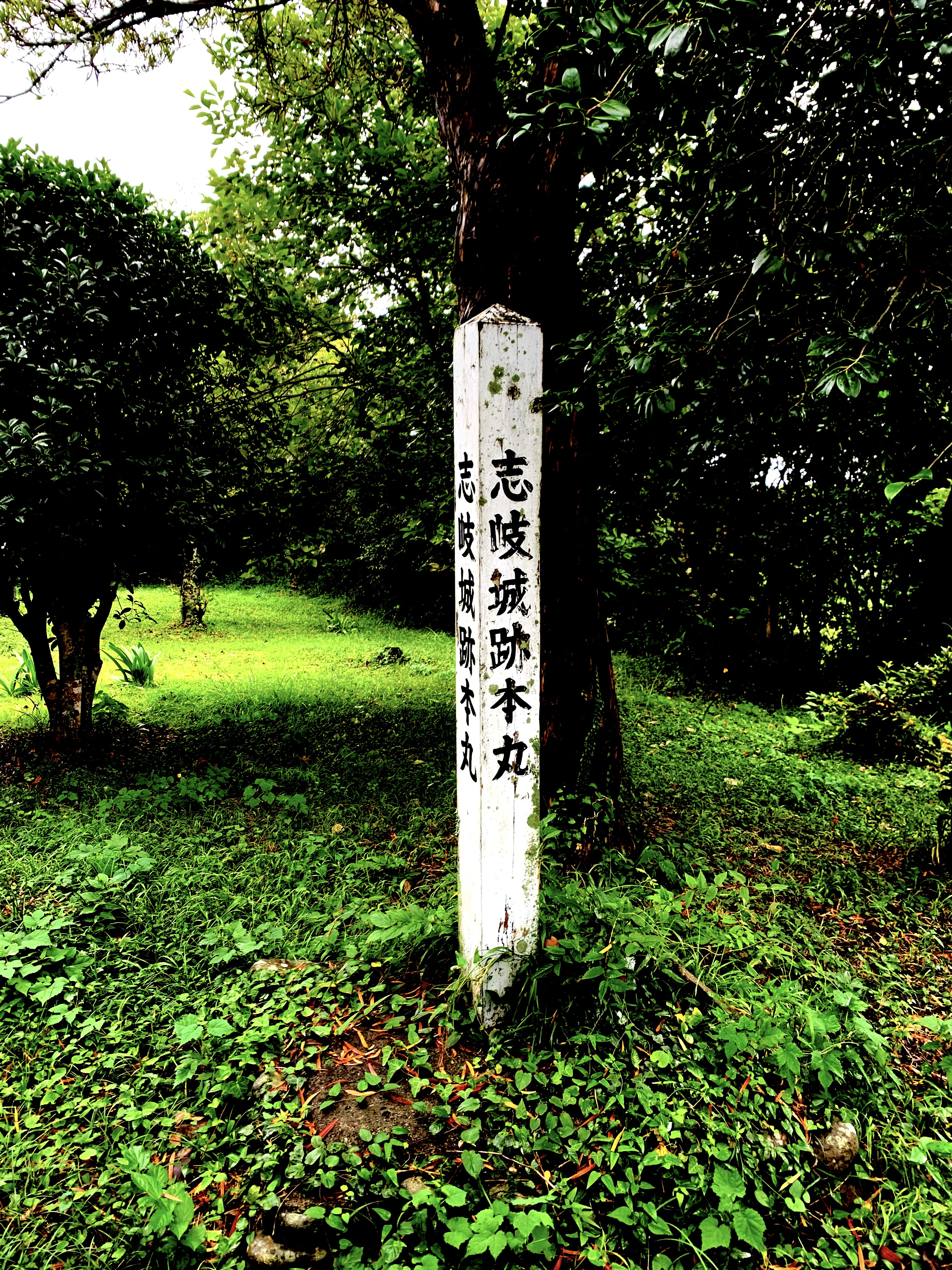
志岐城本丸跡標記
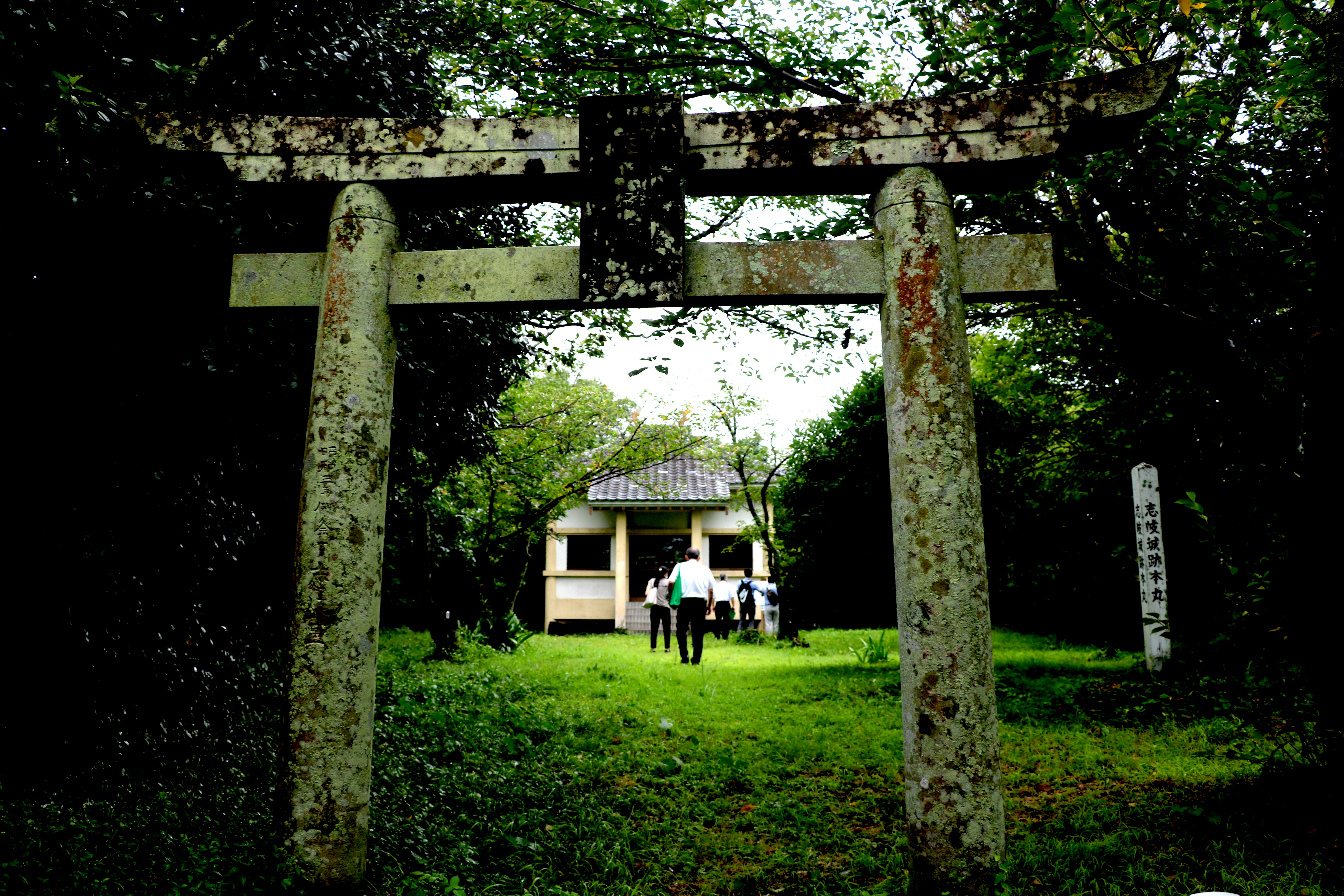
志岐城本丸跡
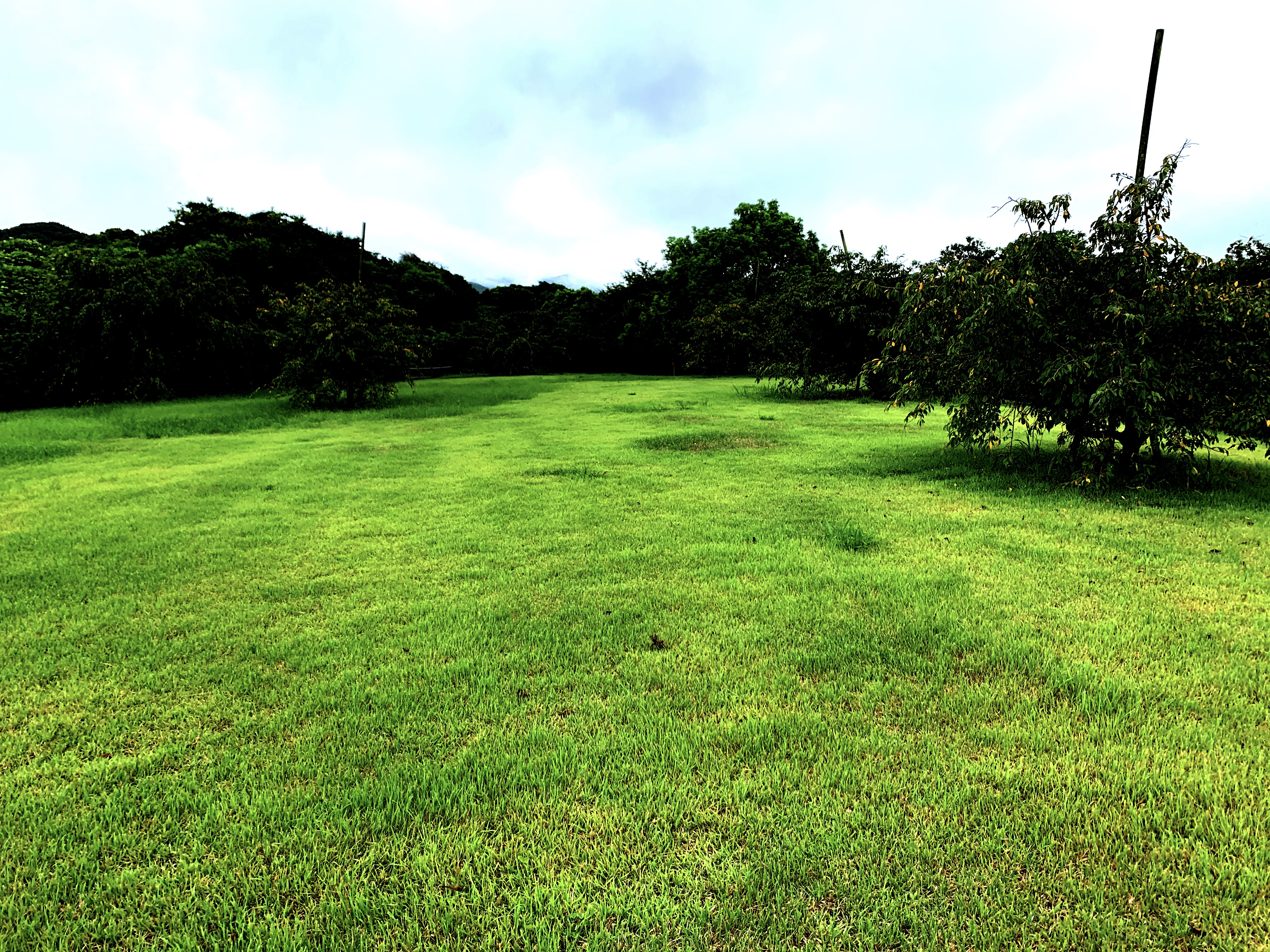
志岐城二の丸跡
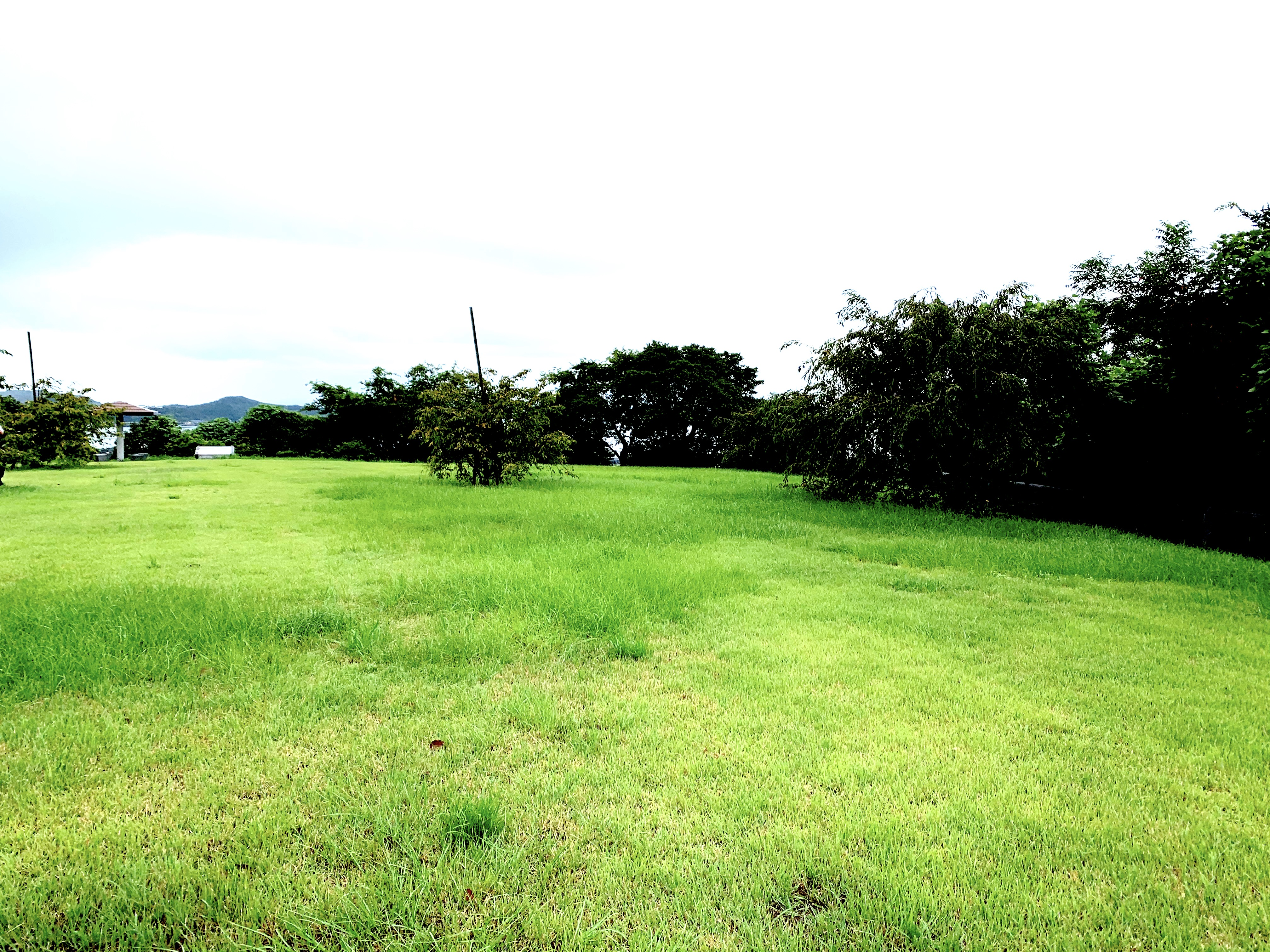
志岐城出丸跡